# Грант, Алекс (хоккеист)
Алекс Грант (англ. Alex Grant; род. 20 января 1989, Антигониш, Новая Шотландия) — канадский хоккеист, защитник.

## Биография
Начинал играть в канадских клубах MJAHL «Антигониш Буллдогс» (2004/05), «Сент-Джон Си Догз» (2005/06 — 2008/09, первый номер драфта QMJHL 2005 года), «Шавиниган Катарактс» (2008/09). На драфте НХЛ 2007 года был выбран в 4-м раунде под 118-м номером клубом «Питтсбург Пингвинз». Играл в клубах АХЛ «Уилкс-Барре/Скрантон Пингвинз» (2010/11 — 2012/13) и ECHL «Уилинг Нэйлерз» (2009/10 — 2010/11). 24 июня 2013 года был обменян «Питтсбург Пингвинз» в «Анахайм Дакс» на Гарри Золнерчика. В ноябре — декабре 2013 года провёл два матча в НХЛ. Выступал в АХЛ за «Норфолк Эдмиралс» (2013/14) и «Бингхэмтон Сенаторз» (2013/14 — 2014/15). 5 марта 2014 года был обменян в «Оттаву Сенаторз» на Андре Петерссона. 2 июля 2015 года в качестве свободного агента подписал однолетний двусторонний контракт с клубом «Аризона Койотис». Играл в АХЛ за «Спрингфилд Фэлконс», в марте — апреле 2016 года провёл 5 матчей в НХЛ. 4 июля 2016 года в качестве свободного агента подписал однолетний двусторонний контракт с клубом «Бостон Брюинз». Весь сезон отыграл в фарм-клубе «Провиденс Брюинз» в AHL. 1 июля 2017 года Грант в качестве свободного агента подписал однолетний двусторонний контракт с клубом «Миннесота Уайлд» и провёл весь сезон в фарм-клубе «Айова Уайлд» в АХЛ.
15 июня 2018 года Грант подписал однолетний контракт с финским клубом КХЛ «Йокерит». 4 ноября за оскорбление арбитра в матче с «Металургом» был дисквалифицирован на 3 матча. В конце сезона 2018/19 продлил контракт на два сезона. После начала вторжения России на Украину клуб вышел из составе КХЛ. 1 июля 2022 года Грант подписал однолетний контракт с петербургским СКА.
22 ноября перешёл в «Барыс». 8 января 2023 года в гостевом матче с «Адмиралом» (5:1) стал первым защитником в истории КХЛ, оформившим покер. Первую шайбу Грант забросил в равных составах, а остальные три — в большинстве.
Участник Олимпийских игр 2022.

## Статистика
В КХЛ сыграл 248 матчей, забросил 40 шайб, сделал 74 передачи, набрал 167 минут штрафа, показатель полезности «+2».
В АХЛ сыграл 514 матчей, забросил 79 шайб, сделал 199 передач, набрал 517 минут штрафа, показатель полезности «-48».
В ECHL сыграл 71 матч, забросил 12 шайб, сделал 22 передачи, набрал 55 минут штрафа, показатель полезности «+2».
В НХЛ сыграл 7 матчей, забросил 2 шайбы, набрал 9 минут штрафа, показатель полезности «+1».